# Wilfredo Alvarado
Wilfredo José Alvarado Lima (Acarigua, Estado Portuguesa, 31 de marzo de 1973) es un exfutbolista y entrenador venezolano. Jugaba como defensa y su último equipo fue el Portuguesa Fútbol Club de la Segunda División de Venezuela. Quedando campeón en su último año.

## Selección nacional
Participó en 36 ocasiones con la selección de Venezuela entre 1997 y 2008. Alvarado debutó con la selección el 10 de julio de 1997 en el estadio Metropolitano de Barranquilla, cuando Venezuela enfrentó a Colombia en el último partido de la eliminatoria para el Mundial de Francia 1998. Su despedida oficial de la selección se produjo en un partido amistoso contra Angola el 19 de noviembre de 2008.

### Participaciones internacionales

#### Copa América
| Copa América      | Sede     | Resultado    | Partidos | Goles |
| ----------------- | -------- | ------------ | -------- | ----- |
| Copa América 2001 | Colombia | Primera fase | 3        | 0     |

#### Eliminatorias mundialistas
| Eliminatorias     | Resultado | PJ | Goles |
| ----------------- | --------- | -- | ----- |
| Eliminatoria 2002 | 9.º lugar | 14 | 2     |
| Eliminatoria 2006 | 8.º lugar | 2  | 0     |

## Clubes
| Club                     | País      | Año       |
| ------------------------ | --------- | --------- |
| Deportivo Táchira        | Venezuela | 1999-2001 |
| Nacional Táchira         | Venezuela | 2001      |
| Deportivo Italchacao     | Venezuela | 2001-2002 |
| Deportivo Anzoátegui     | Venezuela | 2002-2003 |
| Unión Atlético Maracaibo | Venezuela | 2003-2004 |
| Deportivo Táchira        | Venezuela | 2004-2005 |
| Portuguesa               | Venezuela | 2005-2007 |
| Llaneros de Guanare      | Venezuela | 2007-2014 |